# Batalha de Philippeville
A Batalha de Philippeville, também conhecida como Massacre de Philippeville ou Ofensiva de Agosto foi uma série de ataques lançados em 20 de agosto de 1955 em várias cidades e vilas da região de Constantinois por insurgentes da FLN e multidões armadas durante a Guerra da Argélia entre a França e os rebeldes argelinos. As incursões, que em sua maioria assumiram a forma de motins étnicos, resultaram no massacre, de formas extremamente horríveis, de várias dezenas de colonos europeus conhecidos como Pieds-Noirs. Esses massacres foram seguidos por represálias muito brutais do exército francês e dos vigilantes Pieds-Noirs, que resultaram na morte de vários milhares de argelinos nativos. Os eventos do final de agosto de 1955 na região de Constantinois são considerados um importante ponto de virada na Guerra da Argélia.

## Número de mortos
O número total de mortos nos ataques de Constantinois no final de agosto é incerto. No dia dos ataques, as autoridades francesas forneceram um número oficial de 71 civis europeus, 21 civis argelinos nativos e 31 policiais mortos por insurgentes durante as ações da FLN. No entanto, muitos sobreviventes ficaram gravemente feridos ou mutilados, e alguns morreram posteriormente devido aos ferimentos. O historiador Roger Vétillard deu um número total de 117 civis europeus, 42 civis argelinos e 47 agentes da lei que morreram como resultado dos ataques da FLN de 20 de agosto.
O número de mortos em retaliações francesas permanece fortemente contestado. As autoridades francesas deram um número oficial de 1 273 argelinos nativos mortos, que é amplamente considerado subestimado. A FLN afirmou que cerca de 12 000 foram mortos pela repressão francesa. O historiador francês e especialista em Argélia Colonial Charles-Robert Ageron estimou o número de argelinos nativos mortos como resultado das retaliações francesas entre 3 000 e 5 000.